# Miss Mundo 1981
O 31º Concurso Miss Mundo aconteceu em 12 de novembro de 1981 em Londres, Reino Unido. A vencedora foi Pilin Leon, a representante da Venezuela.